# Siphlonurus rapidus
Siphlonurus rapidus är en dagsländeart som beskrevs av Mcdunnough 1924. Siphlonurus rapidus ingår i släktet Siphlonurus och familjen simdagsländor. Inga underarter finns listade i Catalogue of Life.